# Ouafae Bekkali
Ouafae Bekkali (en arabe : وفاء البقالي) est une femme politique marocaine. 
Elle a été élue députée dans la liste nationale, lors des élections législatives marocaines de 2016 avec le Rassemblement national des indépendants. Elle fait partie du groupe parlementaire du rassemblement constitutionnel, et elle est membre de la Commission des secteurs sociaux.